# Мартиновка (Асекеєвський район)
Марти́новка (рос. Мартыновка) — село у складі Асекеєвського району Оренбурзької області, Росія.

## Населення
Населення — 346 осіб (2010; 446 у 2002).
Національний склад (станом на 2002 рік):
- росіяни — 71 %